# Богословська лексика
Богословська лексика (від дав.-гр. τὸ λεξικόν — сукупність слів якоїсь мови чи діалекту та словниковий склад мови письменника чи художнього твору) — це частина лексичної системи мов. До неї належать назви релігійних уявлень, понять і категорій, а також назви дій, процесів, об'єктів, символів і суб'єктів релігійної практики.
Ця лексика має обмежену сферу функціонування (Церква, релігійна організація, віруючі), що зумовлено замкнутістю цієї тематичної групи, то, зрозуміло, що семантичне поле її є сталим і практично не розширюється.

## Дослідження
Серед українських славістів найбільше досліджував богословську термінологію Олекса Горбач. У своїй праці «Українська народна релігійно-християнська термінологія і лексика» він детально проаналізував становлення й розвиток української богословської термінологічної системи в загальнослов'янському контексті, навів зразки класифікації богословських термінів, показав різні погляди на цю проблему, проте не виділяв термінів, пов'язаних із християнським віровченням. 96 Тему української церковної лексики намагався розглянути й перемиський журналіст Євген Грицак у працях «Вплив церкви й релігії на українську мову» та «Народна Великодня термінологія». Він розглянув доволі побіжно й зі стилістичного погляду зібраний лексичний матеріал. Є. Грицак ділить лексику на «чужу» й «народну», тобто на літературно-церковну термінологію та на поширені в народній мові слова, нерідко перекручувані; залучає її жартівливе використання в розмовно-сленґовому вжитку, розглядає народнодемонологічні елементи.
Тему української церковної лексики намагався розглянути журналіст Євген Грицак у працях «Вплив церкви й релігії на українську мову» та «Народна Великодня термінологія». Він розглянув доволі побіжно й зі стилістичного погляду зібраний лексичний матеріал. Є. Грицак ділить лексику на «чужу» й «народну», тобто на літературно-церковну термінологію та на поширені в народній мові слова, нерідко перекручувані; залучає її жартівливе використання в розмовно-сленґовому вжитку, розглядає народнодемонологічні елементи

## Функційне навантаження
Функційне навантаження богословської лексики — позначати поняття важливої для кожного християнина сфери духовного життя, яке впродовж кількох десятиліть було загнане в підпілля. Українська богословська термінологія здебільшого запозичувала слова з різних мов, зокрема з грецької та латинської, на позначення понять, для яких не мала власних відповідників. Сьогодні ця терміносистема повертається до життя й вільного функціювання, тому вимагає відповідного впорядкування й кодифікації в усіх її різновидах.

## Богословська лексика Священного Писання

### Богословська лексика у посланні святого апостола Павла до Галатів
Послання до Галатів починається, як і багато інших послань святого апостола Павла «благодать вам i мир від Бога Отця i Господа нашого Ісуса Христа» (Гал. 1:1). Слово «благодать» зустрічається в цьому тексті Священного Писання 7 разів, завершуючи яке, апостол, також вживає його.
Благодать, в богословському сенсі, означає благий Божий дар, що подається людині для блага, тільки з милості Божої, без всяких заслуг самої людини. Це слово з грец. хάρις означає «дар».
Перед настановленням, у першій і на початку другої глави, помітний невеликий вступ у якому, апостол розповідає кілька фактів про себе і про своє колишнє життя і покликання його Господом Ісусом Христом — це свідчить про логічну структуру самого послання.
Послання характеризується вживанням слів в інверсійному порядку, а саме найкраще це видно, у вживанні імені Другої Особи Пресвятої Трійці, Сина Божого — Христос Ісус, відхиляючись від усталеної форми Ісус Христос. Тут можна навести кілька прикладів: «i ми увірували в Христа Ісуса, щоб виправдатися вірою в Христа Ісуса, а не ділами закону» (Гал. 2:16); «щоб благословення Авраамове через Христа Ісуса поширилося на язичників» (Гал. 3:14); «але ви не зневажили і не відцуралися спокуси моєї в плоті моїй, а прийняли мене, як ангела Божого, як Христа Ісуса» (Гал. 4:14). Такий порядок слів, який характерний для цього стилю, підкреслює урочисту піднесеність мови.
Присутні повторення слів, з допомогою яких наголошується та чи інша думка, і зазначається важливість даної думки: «але Писання всіх замкнуло під гріхом, щоб обітницю дано було віруючим за їхньою вірою в Ісуса Христа… Бо всі ви — сини Божі через віру в Христа Ісуса; усі ви, що в Христа хрестилися, у Христа одяглися.» (Гал. 3:22-27)
Стилістика виражається також у частому поставленні запитань апостолом — це підкреслює його мову, як проповідника, вчителя і наставника. «Ви йшли добре; хто зупинив вас, щоб ви не підкорялись істині?» (Гал. 5:7); «Одне тільки хочу знати від вас: чи ділами закону ви прийняли Духа, чи через навчання у вiрi? Невже ви такі нерозумнi, що, почавши духом, закінчуєте тепер плоттю? Так багато перетерпіли ви i невже даремно?» (Гал. 3:2-4); «Для чого ж тоді закон?» (Гал. 3:19); «Що ж говорить Писання?» (Гал. 4:30)
Читаючи послання, не можна непомітити емоційність, образність апостола Павла при зверненні до галатів, навіть застосування знаків оклику: «О нерозумні галати! Хто звабив вас не підкорятися iстині» (Гал. 3:1) — тут навіть помітний докір галатам; «О, якби були видалені тi, що підбурюють вас!» (Гал. 5:12); інколи задаючи питання, відразу дається чітка і різка відповідь «Отже, хіба закон заперечує обітниці Божі? Аж ніяк!» (Гал. 3:21).
У першій главі, у 8 стиху проповідник застосовує слово грецького походження — анафема. «Та коли б навіть ми або ангел з неба став благовістити вам не те, що ми вам благовістили, нехай буде анафема» (Гал. 1:8) З грец. αναθημα дослівно означає проклятий, відлучений, вигнаний. Біблійний словник професора Н. Н. Глубоковського дає нам наступне визначення цього слова — це відлучення єретиків або нерозкаяних грішників від церкви або виключення зі спільноти віруючих.
У цьому тексті Священного Писання також містяться порівняння і прообрази: «Авраам мав двох синів: одного від рабині, а другого від вільної». Але той, хто від рабині, народився за плоттю, а той, хто від вільної‚ — за обітницею. Це два завіти: один від гори Синайської, що народжує в рабство, це є Агар, бо Агар означає гору Синай в Аравії i відповідає нинішньому Єрусалиму, бо він зі своїми дітьми перебуває в рабстві;  а вишній Єрусалим — вільний: він мати всім нам. (Гал. 4:22-26). Нерідко використовують посилання на інші книги Старого Завіту: "Бо написано: «Проклятий усякий, хто не виконує постійно всього, що написано в книзі закону» (Гал. 3:10); "Що ж говорить Писання? «Вижени рабиню разом із сином її, бо не може син рабині бути спадкоємцем разом із сином вільної». (Гал. 4:30), а також Нового Завіту: "Бо весь закон в одному слові міститься: «Люби ближнього твого, як самого себе» (Гал. 5:14).
Заключаючи своє послання, апостол нарікає себе її автором: «Бачите, як багато я написав вам власною рукою» (Гал. 6:11).
Отже, аналізуючи все вище викладене, можна дійти висновку, що послання святого апостола Павла до галатів містить у собі слова іншомовного походження, зустрічається інверсійний порядок слів, повторення слів, воно насичене емоційністю, частим задаванням питань і відповідями на них, нерідко різкими, що свідчить про те що автором його є великий і ревний проповідник Слова Божого.